# Insula Akdamar

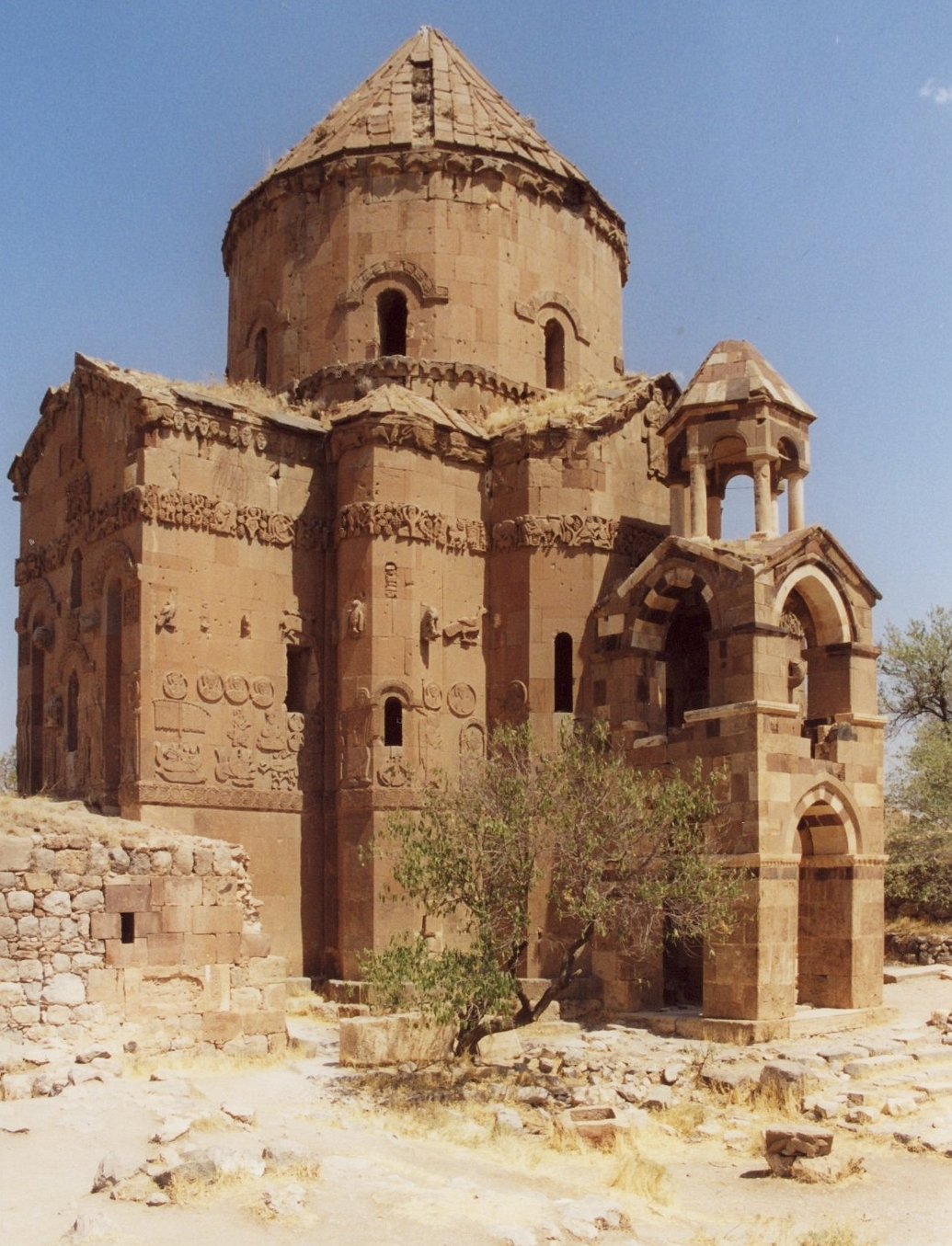
Biserica Sfânta Cruce

Akdamar (Aghtamar, Akhtamarsau Aght'amar, în turcă Akdamar Adası, în armeană Աղթամար) este o insulă pe lacul Van din Turcia. Localizată la o distanță de 3 km de mal, insula cu o suprafață de 0,7 km2 are în capătul vestic o stâncă ce are o proeminență de 80 m deasupra apei (1.912 m deasupra nivelului mării). Pe insulă se află o biserică armenească din secolul al X-lea, Catedrala Sfânta Cruce (915-921).